# Anya és lánya: Kaliforniai kaland
Az Anya és lánya: Kaliforniai kaland (Eredeti cím: Mère et Fille: California Dream) 2016-os francia–amerikai filmvígjáték, melyet Stéphane Marelli rendezett. Anya és lánya (Mère et Fille) című francia sorozat ihlette, amit Magyarországon nem mutattak be. Ez a Disney Channel (Franciaország) első eredeti filmje. A főbb szerepekben Isabelle Desplantes, Lubna Gourion, Arthur Jacquin, Clara Leroux, Grégory Le Moigne és Romuald Boulanger látható.
Franciaországban, Svájcban és Belgiumban a Disney Channel 2016. február 5-én mutatta be.
Magyarországon 2016. július 30-án a Disney Channel mutatta be.

## Cselekménye
Barbara (Lubna Gurion) részt vesz egy nemzetközi design versenyen és Los Angeles-be kell utaznia. Beleegyezik abba, hogy az anyjával menjenek. A sivatagi úton defektet kaptak. Az éjszakájuk borzalmas. A kaliforniai álom nem könnyű ...

## Szereplők
| Szereplő              | Színész             | Magyar hang       |
| --------------------- | ------------------- | ----------------- |
| Isabelle Marteau      | Isabelle Desplantes | Kiss Eszter       |
| Barbara Marteau       | Lubna Gourion       | Csifó Dorina      |
| Gaël                  | Arthur Jacquin      | Morvay Gábor      |
| Léa                   | Clara Leroux        | Tamási Nikolett   |
| Hugo                  | Romain Arnolin      | Seszták Szabolcs  |
| Laurent Marteau       | Grégory Le Moigne   | Schnell Ádám      |
| Laura Marano          | Laura Marano        | Gyöngy Zsuzsa     |
| Műsorvezető           | Romuald Boulanger   | Karácsonyi Zoltán |
| Mr Auquet asszisztens | Maëlise Berdat      | Csuja Imre        |
| Johnson rendőr        | Jeff Torres         | Kisfalusi Lehel   |
| Carvano rendőr        | Andrea Convonton    | Varga Gabriella   |
| Melissa McCougan      | Melissa Lisa Linke  | Hámori Eszter     |
| Mr. McCougan          | Jose Lambert        | Melis Gábor       |
| Tony Tony             | Tezz Yancey         | Horváth Illés     |
| Sigbritt Edvadrsson   | Lilian Solange      | Andrádi Zsanett   |
| Philippo Petipato     | Jordy Altman        | Orosz Ákos        |
| Oxana                 | Neraida Bega        | Laurinyecz Réka   |

## Nemzetközi sugárzások
| Régió         | Csatorna       | premier          | Cím                                   | Forrás |
| ------------- | -------------- | ---------------- | ------------------------------------- | ------ |
| Franciaország | Disney Channel | 2016. február 5. | Mère et Fille: California Dream       | [ 3 ]  |
| Olaszország   | Disney Channel | 2016. június 11. | Mamma e figlia: California Dream      | [ 4 ]  |
| Hollandia     | Disney Channel | 2016. július 2.  | Moeder en Dochter: California Dream   | [ 5 ]  |
| Belgium       | Disney Channel | 2016. július 2.  | Mère et Fille: California Dream       | [ 5 ]  |
| Németország   | Disney Channel | 2016. július 16. | Maman & Ich: California Dream         | [ 6 ]  |
| Lengyelország | Disney Channel | 2016. július 23. | Matka i córka: Podróż do marzeń       | [ 7 ]  |
| Románia       | Disney Channel | 2016. július 30. | Mamă și fiică: Aventuri în California | [ 8 ]  |
| Bulgária      | Disney Channel | 2016. július 30. | Майка и Дъщеря: Калифорнийска Мечта   | [ 9 ]  |
| Magyarország  | Disney Channel | 2016. július 30. | Anya és lánya: Kaliforniai kaland     | [ 10 ] |

## Fordítás
- Ez a szócikk részben vagy egészben  a   Mère et Fille : California Dream című francia Wikipédia-szócikk ezen változatának fordításán alapul.  Az eredeti cikk szerkesztőit annak laptörténete sorolja fel. Ez a jelzés csupán a megfogalmazás eredetét és a szerzői jogokat jelzi, nem szolgál a cikkben szereplő információk forrásmegjelöléseként.